# Jean-François Kornetzky
Jean-François „Jeff“ Kornetzky (* 28. Juli 1982 in Wissembourg) ist ein ehemaliger französischer Fußballtorhüter.

## Spieler

### Vereine
Das Fußballspielen begann Jeff Kornetzky in der Jugend vom FCSR Haguenau. 1999 wechselte er zu Racing Straßburg, wo er in zwei Jahren zu 13 Einsätzen in der Reserveelf kam. Im August 2001 heuerte beim unterklassigen belgischen Klub RFC Lüttich an, kehrte aber nach einer Saison wieder zu Racing Straßburg zurück. Dort gehörte er zwar zeitweise auch zum Profikader in der Ligue 1, bestritt aber nur ein Spiel für die Reserve. 2003 wechselte Kornetzky zum Fünftligisten SR Colmar. Dort hielt es ihn nur eine Saison, bevor er zum Reserveteam des deutschen Zweitligisten Karlsruher SC wechselte.
Sein Profidebüt gab Kornetzky am 3. November 2006, als er am zehnten Spieltag der 2. Fußball-Bundesliga gegen den SC Paderborn 07 in der Anfangself des Karlsruher SC stand. Am Saisonende stiegen die Karlsruher in die Fußball-Bundesliga auf. In der Saison 2007/08 vertrat Kornetzky den verletzten Stammtorhüter Markus Miller für sechs Spiele, musste jedoch nach der Rückkehr von Miller wieder auf der Ersatzbank Platz nehmen. Sein Bundesliga-Debüt gab er am 4. November 2007, als er am 12. Spieltag gegen den MSV Duisburg zum Einsatz kam.
Nachdem der KSC im Sommer 2009 in die 2. Bundesliga abgestiegen war, einigte sich Kornetzky mit dem Verein auf eine Vertragsverlängerung um zwei Jahre und begann die Saison 2009/10 als Stammtorhüter der Karlsruher, da man dem bisherigen Stammkeeper Markus Miller aus Gehaltsgründen einen Vereinswechsel nahegelegt hatte. Ein Wechsel Millers kam jedoch nicht zustande und er kehrte zu verminderten Bezügen wieder in den Profikader der Karlsruher zurück – Kornetzky wurde wieder in die Regionalligamannschaft zurückgedrängt.
Nach der Verpflichtung von Kristian Nicht und Luis Robles war Kornetzky in der darauf folgenden Saison nur noch dritter Torhüter, durfte im Winter 2010/11 den Verein verlassen und spielte bis zum Sommer 2011 beim Drittligisten SV Sandhausen. Danach wurde er vereinslos und hielt sich wieder beim Karlsruher SC fit. Im November 2011 unterschrieb der Elsässer schließlich beim Regionalligisten SC 07 Idar-Oberstein einen Vertrag bis zum Ende der Spielzeit 2011/12. Im Sommer 2012 wechselte er zum französischen Fünftligisten SC Schiltigheim und im Sommer 2013 unterschrieb er einen Vertrag beim deutschen Drittligisten FC Rot-Weiß Erfurt. Dort war er Ersatztorhüter hinter Philipp Klewin. Zu seinem einzigen Saisoneinsatz kam er am 26. Oktober 2013 (14. Spieltag) gegen den SSV Jahn Regensburg.
Am 31. August 2015 unterschrieb Kornetzky einen Einjahresvertrag bei Dynamo Dresden. Hier wurde er als Ersatz für den Ersatzkeeper verpflichtet und kam am 6. November 2015 zu seinem ersten von zwei Punktspieleinsätzen, ehe er im Sommer 2017 zum Regionalligisten SV Röchling Völklingen wechselte.
Nachdem ihm der Völklinger Trainer Günter Erhardt in der Winterpause mitteilte, das er nicht mehr mit ihm plane und er sich einen neuen Verein suchen soll, unterschrieb er Ende Januar 2018 einen Vertrag beim luxemburgischen Verein US Hostert. Nach nur einem halben Jahr mit neun Ligaspielen wechselt er in der Sommerpause weiter zu Zweitligist Jeunesse Canach. Hier war der Franzose bis zu seinem Karriereende 2020 als Spieler aktiv.

### Nationalmannschaft
Kornetzky war in der U-17-Nationalelf Frankreichs aktiv.

## Trainer
Von 2018 bis 2021 war Kornetzky Torwart-Trainer des luxemburgischen Zweitligisten Jeunesse Canach und seit 2024 ist er dort als Co-Trainer aktiv.

## Erfolge
- 2007: Aufstieg in die Fußball-Bundesliga mit dem Karlsruher SC
- 2016: Aufstieg in die 2. Fußball-Bundesliga mit der SG Dynamo Dresden als Meister der 3. Liga

## Privates
Kornetzky ist verheiratet und hat eine Tochter.